# Secret Wive's Club
Secret Wive's Club (人妻 姫 倶楽部?, Hitozuma Hime Club), è un videogioco hentai che tratta un feticismo giapponese chiamato hitozuma, una forma erotica in cui si hanno relazioni con donne sposate. Lo scopo del giocatore infatti è quello di allenare sessualmente tre donne insoddisfatte delle proprie relazioni amorose matrimoniali.
Il videogioco è stato prodotto da Sekilala che l'ha pubblicato nel 2002 in Giappone ed è stato importato in America da G-Collection il 30 luglio 2003. È in commercio una versione CD con installer tradizionale ma vi è anche la possibilità di scaricarlo da internet tramite Virtual Mate 2.0, in questo caso è possibile installarlo su cinque differenti computer con la medesima licenza.

## Trama
Issei Ozaki è un giovane neolaureato in cerca di lavoro, tramite l'importante amicizia che lega il padre con Takasugi, proprietario di una grande compagnia, riesce a farvisi assumere. Issei viene contattato dal suo datore di lavoro che gli vuole affidare un compito addizionale, quello di fare da tutor a suo figlio Eichi e prepararlo per il test di ingresso in una rinomata scuola. Issei, sentendosi in debito con il suo nuovo capo, non può rifiutare e si reca nella sua lussuosa dimora dove incontra Chisato, moglie di Takasugi e madre di Eichi.
Il viso di Chisato è familiare ad Issei, infatti i due si erano conosciuti l'anno prima durante le vacanze estive che ambedue stavano trascorrendo a Bali. Issei, anche se fidanzato, vide una donna sola sulla spiaggia e così decise di avvicinarla, ella non fu per nulla sorpresa dell'accaduto ma anzi colse l'occasione al volo per chiedere al giovane ragazzo di spalmarle della crema solare sulla schiena. Il loro incontro proseguì anche per una romantica cena ed una passeggiata al chiaro di luna lungo la spiaggia, Chisato, un po' brilla, inciampò e cadde tra le braccia di Issei, abbracciati ed eccitati da questa situazione insolita e pericolosa fecero l'amore.
Issei volle una promessa da parte di Chisato, quella che semmai nella loro vita si fossero incontrati nuovamente i due avrebbero replicato questo magico incontro.
Issei è molto stupito dal trovare dinnanzi a sé proprio quella donna, ma comunque deve portare avanti il lavoro affidatogli dal suo capo. Le prime lezioni si svolgono tranquillamente e senza alcun problema finché è proprio Chisato a fare la prima mossa. Con la scusa di invitarlo ad una cena lo presenta a due sue amiche Nana Kawasaki e Kagari Oishi e gli spiega che tutte loro hanno dei problemi con i propri mariti. Nana ha avuto un matrimonio di interesse ed adesso si trova legata ad un uomo che non ama e che pensa unicamente al cibo e mai al sesso. Kagari invece si è sposata con un suo insegnante e al di fuori di lui non ha mai fatto sesso con nessun altro ed adesso che l'uomo è diventato impotente vorrebbe scoprire tutto ciò che non ha mai potuto sperimentare prima. Chisato invece ha scoperto che il marito ha un'amante ed è per questo che i loro rapporti sessuali sono sporadici ed insoddisfacenti.
Chisato racconta alle amiche del suo incontro con Issei a Bali e che lui a letto è molto bravo così propone alle altre due di creare un club dove le tre donne verranno allenate ed istruite sessualmente da Issei. Il ragazzo eccitato dalla prospettiva di poter fare del sesso con tre bellissime donne sposate non si tira indietro e così nasce il "Secret Wive's Club".

## Personaggi
- Issei Ozaki:

Sesso: maschile
Capelli: neri, tagliati corti
Occhi: nocciola
Il protagonista del videogioco. È un giovane insegnante appena assunto da un'importante azienda il cui datore di lavoro gli affida il compito di fare da tutor al figlio. Finirà per fare da insegnante anche alla moglie del suo capo oltre ad alcune sue amiche.
- Chisato Takasugi:

Sesso: femminile
Capelli: neri, lunghi
Occhi: nocciola
Seno: quarta misura
Anni: 32
La moglie del capo di Issei, i due si erano già incontrati anni prima durante una vacanza e tra loro due l'attrazione non è mai finita. Ha moltissimo tempo libero perché ha al proprio servizio una donna che si occupa di tutte le faccende di casa. È lei a dare vita al "Secret Wive's Club" dopo aver scoperto che il marito la tradisce, è una grande esibizionista ed ama essere osservata mentre copula.
- Nana Kawasaki:

Sesso: femminile
Capelli: rosa
Occhi: viola
Seno: prima misura
Anni: 24
Amica di Chisato e moglie di un grasso uomo d'affari è una donna con diversi complessi. Dal carattere introverso ed insicuro è il personaggio che rivela gli appetiti sessuali più estremi come essere legata ed umiliata.
- Kagari Oishi:

Sesso: femminile
Capelli: viola, lunghi
Occhi: verdi
Seno: quinta misura
Anni: 26
Altra amica di Chisato che verrà introdotta nel "Secret Wive's Club". Sposata con un suo insegnante del liceo, che è stato il primo ed unico uomo con cui è andata a letto nella sua vita, si ritrova insoddisfatta della sua vita sessuale a causa dell'impotenza del marito. Allegra e molto curiosa ama sperimentare continue novità in ambito sessuale come il sesso anale o l'uso di vibratori.

## Analisi del gioco
Come in ogni classica avventura grafica il gioco da diverse possibilità di scelta al giocatore che porteranno a diversi finali. Dopo l'introduzione si inizierà con la scelta della prima ragazza da allenare, in questa schermata sono presenti tre pannelli, uno per ognuna, in sui ci sono alcune barre che si riempiranno a seconda di quante volte si è scelta la ragazza in questione.
All'inizio sarà possibile accedere solo alla prima barra ma completandola si potrà accedere alla successiva:
Basic Lesson
| # | Chisato     | Nana        | Kagari      | Numero lezioni |
| - | ----------- | ----------- | ----------- | -------------- |
| 1 | Sensitivity | Sensitivity | Sensitivity | 3              |
| 2 | Service     | Service     | Service     | 2              |
| 3 | Anus        | Anus        | Anus        | 3              |

Dopo i primi 3 livelli, comuni a tutte le ragazze, ve ne sono altri 2 che dipendono dai loro caratteri e dai loro gusti.
Private Lesson
| # | Chisato     | Nana      | Kagari  | Numero lezioni |
| - | ----------- | --------- | ------- | -------------- |
| 4 | Shyness     | Torture   | Anus 2  | 8              |
| 5 | Personality | Obedience | Sex Toy | 8              |
| 6 | Totale      | Totale    | Totale  | -              |

Per poter sbloccare le Extreme Lesson occorre dedicare le proprie attenzioni a tutte e tre le ragazze, come in molti i giochi hentai ci sono molteplici finali a seconda del percorso prescelto.
Le scene totali da collezionare sono 125.